# Las doce pruebas de Astérix
Las doce pruebas de Astérix (Les Douze Travaux d'Astérix) es una película francesa original de René Goscinny y Albert Uderzo, primer largometraje de Studios Idéfix, y la película más exitosa de las que se han llevado a cabo sobre la serie de historietas Astérix el Galo.

## Argumento
Después de que un grupo de legionarios fuera vencido nuevamente por los galos, los romanos se imaginan que con dicha fuerza, los galos no pueden ser humanos, sino dioses. Julio César es informado y, aunque es escéptico a esa idea, toma la decisión, junto a su consejo, de ir a Armórica, para hablar con Abraracúrcix, el jefe de la aldea. Le propone a los galos una serie de doce pruebas, inspiradas en los famosos doce trabajos de Hércules (aunque estas pruebas son nuevas, ya que los trabajos han pasado de moda). Abraracúrcix reúne a sus mejores guerreros, Astérix y Obélix, para responder al desafío. El romano Caius Pupus es enviado con ellos para guiarlos y asegurarse de que cumplan cada prueba.

### Las doce pruebas
1. Correr más rápido que Merinos, campeón de los Juegos Olímpicos. Astérix, ayudado por la poción mágica, sigue a Asbestos, hasta que este último choca con un árbol de manzanas por un descuido y pierde la carrera.
2. Arrojar una jabalina más lejos que Kermes el Persa. La jabalina de Kermes va a parar a América del Norte (todavía habitada por nativos americanos, incluyendo a Oumpah-Pah, otro personaje de Goscinny y Uderzo), pero la jabalina de Obélix entra en una órbita estable y persigue a Kermes alrededor del mundo, pasando por el pueblo nativo americano.
3. Derrotar a Cilindric el Germano. Cilindric derrota rápidamente a Obélix con una «técnica de pelea que aprendió en una tierra distante»; pero Astérix pide demostraciones que eventualmente dejan brazos y piernas de Cilindric atados en nudos.
4. Cruzar un lago. La dificultad de esta prueba es que a la mitad del lago está situada la isla del Placer, habitada por las hermosas sacerdotisas de la isla. Obélix sale del trance tras descubrir que en la isla no hay jabalíes para comer y le pide a Astérix que vaya con él.
5. Sobrevivir a la mirada hipnotizante de Iris el Egipcio. Iris intenta hipnotizar a Astérix con la frase «Soy un jabalí» para que se comporte como uno; Astérix se dedica a distraer constantemente al hipnotizador, al no tomarse la situación con seriedad, y eso provoca que Iris, sin darse cuenta, se hipnotice a sí mismo.
6. Terminar toda la comida de Mannekenpix el Belga. El chef es famoso por cocinar festines gigantes para los Titanes. La prueba consiste en comerse cada uno de sus grandes platos «hasta el último pedazo». Obélix devora un jabalí con patatas fritas, unos gansos deliciosos en su propio jugo, un rebaño de carneros, una tortilla francesa hecha con ocho docenas de huevos, un cardumen de peces, un buey, una vaca, unos terneros, una montaña de caviar de grano grueso (con sus pequeñas tostaditas), un camello con sus jorobas rellenas y un elefante a la aceituna entre otros alimentos de forma descomunal. Esto acaba con toda la comida de la cocina deprimiendo a Mannekenpix, pero desilusiona a Obélix, quien aún se queda con hambre diciendo que solo eran "entremeses".
7. Sobrevivir a la cueva de la Bestia. En una secuencia distintamente abstracta, nuestra pareja de héroes deben entrar en una cueva donde nadie ha logrado salir con vida. Ellos encuentran, entre otras cosas, una mano de esqueleto que los dirige, un partido de tenis que se juega con un cráneo, murciélagos y un tren subterráneo (en la estación de Alésia del metro de París), antes de conocer la Bestia (la cual no se muestra en pantalla). Al lograr salir de la cueva, Caius les pregunta cómo era la bestia, a lo que Obélix responde «muy sabrosa».
8. Encontrar el Formulario A-38 en la Casa que Enloquece. Una locura de edificio, formado por varias plantas, donde trabajan burócratas inútiles que redirigen a sus clientes a otros burócratas igualmente inútiles. Aunque la poción mágica no sirve para esta prueba y los ánimos de los dos galos empiezan a decaer, Astérix logra derrotarles usando su propio juego. El pequeño galo empieza a preguntarles sobre un formulario imaginario, el A-39, supuestamente requerido por el nuevo decreto, la «circular B-65», y consigue que los trabajadores caigan víctimas de su propia locura y sumiendo el lugar en un caos. Finalmente, el prefecto les da el formulario A-38 y enloquece del shock, al darse cuenta de su propia e inconsciente locura.
9. Cruzar un río en una cuerda invisible, que está lleno de cocodrilos. Tratan de cruzar por la cuerda haciendo equilibrio; sin embargo, el dúo cae por el precipicio y se pelean con los cocodrilos, consiguiendo cruzar el río.
10. Subir a la montaña y responder el acertijo del venerable anciano de la montaña. Tras una dura escalada al pico de una montaña nevada, el desafío del anciano es determinar, con los ojos vendados, qué grupo de toallas fue lavada con Olimpo, «el detergente de los dioses». Astérix realiza esta prueba con facilidad, en una parodia de los comerciales de detergentes para el lavado. Esto impresiona a los mismos dioses del Olimpo, hasta que Venus sugiere que se les otorgue la calidad de dioses a los galos, pero Júpiter se niega a hacerlo.
11. Pasar una noche en la Llanura Embrujada. La llanura, embrujada por fantasmas de soldados romanos caídos, no es un lugar fácil para dormir. Obélix intenta pelear con ellos, pero no puede hacerles daño alguno. Astérix se despierta con el alboroto y, finalmente, tras sus quejidos, los fantasmas desaparecen.
12. Sobrevivir al Circo Máximo. Cuando el dúo se despierta después de una noche en la llanura, se encuentran en Roma con sus queridos aldeanos, quienes han sido llevados para pelear en el Circo Máximo. Después de que los gladiadores sean derrotados, los animales son enviados y los galos transforman el Circo Máximo en un circo de la era moderna.

Después de que los galos hayan tenido éxito en cada prueba, César acepta que ellos son dioses, les da el control del Imperio romano y se retira para vivir con Cleopatra en una pequeña casa en el campo. Caius Pupus obtiene su recompensa retirándose en la isla del Placer. En la celebración de la aldea, Obélix le pregunta a Astérix si en verdad los galos son los auténticos dueños de Roma. Astérix responde que todo lo sucedido con ellos no fue nada más que un dibujo animado, en donde todo es posible. Obélix saca partido de esto y se teletransporta a sí mismo a la isla del Placer, donde come gustoso un jabalí.

## Historia

### Creación
En el año 1974 se fundaron los Studios Idéfix, Goscinny (cofundador) dirigiría y escribiría el guion de una película sobre Astérix el Galo totalmente nueva. Goscinny creó un guion basado en una historieta en la que estaba trabajando (y que fue publicada posteriormente a la película, basándose en esta, a diferencia de la idea original de Goscinny). Albert Uderzo (cofundador) también dirigió la película y colaboró en el guion. También participó en esta película como codirector Pierre Watrin.

### Producción
La película iba a ser producida en principio por Studios Idéfix, pero Dargaud Films y Les Productions René Goscinny (que habían sido los creadores de Astérix y Cleopatra (1970), la anterior película de dibujos sobre Astérix el Galo) solicitaron producirla, y «dado que el presupuesto de Studios Idéfix era muy limitado» se aceptó por motivos económicos.

### Estreno y acogida
La película se estrenó por primera vez en Alemania Occidental el 12 de marzo de 1976. Luego, la película se estrenó en Dinamarca el 10 de septiembre. Finalmente, el 20 de octubre, la película se estrenaría en Francia. Para 1980, la película ya se había estrenado además en Reino Unido, Suecia, Finlandia, España, Bélgica, Suiza, Australia, Nueva Zelanda y los Países Bajos. Se convirtió, y permanece, como la película más exitosa sobre Astérix.

## Reparto de doblaje[4]
| Personaje              | Actor/actriz de voz original | Actor de doblaje                   | Actor de doblaje            | Actor de doblaje            |
| Personaje              | Actor/actriz de voz original | Doblaje original (doblaje de cine) | Redoblaje (Primera versión) | Redoblaje (segunda versión) |
| ---------------------- | ---------------------------- | ---------------------------------- | --------------------------- | --------------------------- |
| Narrador               | Pierre Tchernia              | Ken Smith                          | Carlos Petrel               | Raúl Torres                 |
| Astérix                | Roger Carel                  | José Manuel Rosano                 | Jesse Conde                 | Hugo Navarrete              |
| Obélix                 | Jacques Morel                | Francisco Colmenero                | Eduardo Borja               | Marco Guerrero              |
| Caius Pupus            | Roger Carel                  | Arturo Mercado                     | Jorge Santos                | Ricardo Bautista            |
| Julio César            | Jean Martinelli              | Agustín López Zavala               | Alejandro Villeli           | Óscar Gómez                 |
| Abraracúrcix           | Pierre Tornade               | Pedro D'Aguillón                   | Bardo Miranda               | Jorge Roldán                |
| Panorámix              | Henri Virlojeux              | Francisco Colmenero                | Gabriel Chávez              | Carlos Águila               |
| Cilindrix el germano   | Roger Lumont                 | Víctor Mares                       | Sergio Castillo             | Jorge Santos                |
| Gran sacerdotisa       | Micheline Dax                | María Santander                    | ???                         | ???                         |
| Sacerdotisa #2         | ???                          | Cristina Camargo                   | ???                         | ???                         |
| Sacerdotisa #3         | ???                          | Cristina Camargo                   | ???                         | ???                         |
| Iris                   | Henri Virjoleux              | Ricardo Lezama                     | Carlos Petrel               | Roberto Mendiola            |
| Mannekenpix            | Stéphane Steeman             | Arturo Fernández                   | Miguel Ángel Sanromán       | Hugo Núñez                  |
| Burócrata #1           | Henri Labussière             | Ricardo Lezama                     | ???                         | Jaime Vega                  |
| Burócrata #2           | Claude Dasset                | Maynardo Zavala                    | Sergio Barrios              | ???                         |
| Burócrata #4           | Odette Laure                 | Diana Santos                       | ???                         | ???                         |
| Venerable de la cumbre | Gérard Hernandez             | Fernando Rivas Salazar             | Alfonso Mellado             | Jorge Santos                |
| Afrodita               | Micheline Dax                | María Santander                    | Rossy Aguirre               | Rebeca Gómez                |

|         | Doblaje original (doblaje de cine) | Redoblaje (Primera versión) | Redoblaje (segunda versión) |
| ------- | ---------------------------------- | --------------------------- | --------------------------- |
| Estudio | SISSA – Oruga                      | Audiomaster 3000            | Candiani Dubbing Studios    |

## Edición especial DVD
En el año 2003 salió a la venta la edición especial en DVD, que incluía escenas eliminadas a partir de bocetos de Goscinny, comentarios de Anne Goscinny y algunos miembros del reparto, reportajes sobre los Studios Idéfix.